# EASY (Erstverteilung der Asylbegehrenden)
Das EASY–System ist ein vom Bundesamt für Migration und Flüchtlinge (BAMF) genutztes Computerprogramm zur Erstverteilung der Asylbegehrenden auf die deutschen Bundesländer.

## Fakten und Zahlen
Das System wurde unter dem Langnamen „Erstaufnahme Asyl“ im Zuge der Asylrechtsreform im April 1993 zusammen mit damals 50 neugeschaffenen zentralen Aufnahmelagern etabliert.
Unbegleitete Minderjährige gelten als besonders schutzbedürftig und werden nicht mit EASY verteilt. Das Jugendhilferecht schreibt vor, dass sie vom Jugendamt in Obhut genommen werden müssen und nicht über EASY quer durch Deutschland verteilt werden dürfen.
In der EASY-Ersterfassung bzw. der Asylbewerberstatistik nicht erfasst werden (Stand 2015) Angehörige von Asylberechtigten – Asylbewerbern, denen im Asylverfahren die Flüchtlingseigenschaft zuerkannt wurde –, die im Rahmen der Familienzusammenführung nach Deutschland kommen, da diese nicht als Asylbewerber, sondern mit einem Visum einreisen.
Die Zahlen aus EASY wurden in der Jahresendbilanz 2016 des Bundesinnenministeriums (BIM) als Indikator für den ungefähren monatlichen Zugang von Asylsuchenden nach Deutschland verwendet.
Im September 2015 wies das BAMF darauf hin, dass die EASY-Zahlen nicht aktuell waren (die Erfassung persönlicher Daten war im Rückstand) und dass es auch Doppeleingaben (u. a. wegen fehlender erkennungsdienstlicher Behandlung) gab.
Als Mitte 2015 die Flüchtlingszahlen sprunghaft anstiegen, waren viele beteiligte deutsche Behörden dem offenbar nicht gewachsen.

## Verfahrensgrundlagen des Systems
Die Ersterfassung in EASY ist der Startpunkt des Asylverfahrens. Für das Bundesland, dem der Flüchtling zugewiesen wird, ist die Ersterfassung die Grundlage für die Weiterverteilung.
Asylbewerber sind gemäß § 14 Asylgesetz (Deutschland) (AsylG) verpflichtet, in derjenigen Außenstelle des Bundesamtes für Migration und Flüchtlinge (BAMF) ihren Asylantrag zu stellen, die der ihnen von EASY zugewiesenen Erstaufnahmeeinrichtung zugeordnet ist. Dort erfolgt die Registrierung der Migranten und Flüchtlinge durch das Deutsche Rote Kreuz (DRK). Das DRK-eigene interne Registrierungssystem lässt unter anderem eine personengenaue Prüfung der Belegung in der Aufnahmeeinrichtung zu. Die aufgenommenen Asylbewerber erhalten nach der Registrierung DRK-Ausweise. Das DRK-System ist aus Datenschutzgründen umstritten.
§ 22 AsylG erlaubt es Flüchtlingen, als Erstkontakt mit einer deutschen Behörde eine beliebige Aufnahmeeinrichtung aufzusuchen. Hier werden sie von EASY der für sie zuständigen Erstaufnahmeeinrichtung zugewiesen. Falls bereits Verwandte eines Flüchtlings in Deutschland wohnen, kann ihn EASY bei seiner Meldung mit erhöhter Wahrscheinlichkeit einer Erstaufnahmeeinrichtung im selben Bundesland zuweisen. Dies geschieht in der Regel nur, wenn das betreffende Land nicht bereits überdurchschnittlich viele Flüchtlinge aufgenommen hat. Ein Recht auf sofortige Familienzusammenführung haben nur Eltern und ihre minderjährigen Kinder.
 Die Erstverteilung Asylbegehrender auf die Bundesländern erfolgt dann mit EASY gemäß § 45 AsylG. Die länderbezogene Aufnahmequote wird jährlich von der Bund-Länder-Kommission ermittelt und richtet sich nach dem Königsteiner Schlüssel. Sie legt fest, welchen Anteil an Asylbegehrenden jedes Bundesland nehmen muss. Im EASY-System wird jeweils der Königsteiner Schlüssel angewendet, der für das vorangegangene Kalenderjahr im Bundesanzeiger veröffentlicht wurde.
Flüchtlinge haben eine Woche Zeit, sich in derjenigen Erstaufnahmeeinrichtung einzufinden, der sie von EASY zugewiesen wurden. Die für die Reise erforderlichen Fahrkarten erhalten sie von der Registrierungsstelle. Eine Fahrtbegleitung durch Behördenvertreter ist nicht vorgesehen. Wer sich nicht innerhalb einer Woche in der zugewiesenen Einrichtung angemeldet hat, wird der Polizei als „illegal Eingereister“ gemeldet. Nach der Anmeldung und der erkennungsdienstlichen Behandlung erhalten die Flüchtlinge (seit Januar/Februar 2016) einen Ankunftsnachweis nach § 63aAsylG, während der Prüfung ihres Erstantrags dann eine Bescheinigung über die Aufenthaltsgestattung.

## Der „EASY-Gap“
Als EASY-Gap wird vom BAMF die Differenz zwischen der Zahl der mit EASY erfassten Personen und der Anzahl derjenigen Personen bezeichnet, die in dem Bezugszeitraum einen Erstantrag auf Asylgewährung gestellt haben. Da bei EASY keine personenbezogenen Daten erfasst werden, handelt es sich um einen statistischen Vergleich.
Im Jahr 2015 wurden 1.091.894 Personen als asylsuchend mit EASY zahlenmäßig erfasst und 441.899 Erstanträge auf Asyl beim BAMF gestellt. Die Differenz – der EASY-Gap – für das Jahr 2015 betrug demzufolge 649.995.
Als Erklärung für den Unterschied wird unter anderem angeführt, dass manche im EASY-System erfassten Personen in andere Staaten weiterreisten, manche sich in anderen Bundesländern erneut registrierten und dadurch mehrfach im EASY-System registriert wurden und manche bei Verwandten oder Bekannten unterkamen. Die Frage, wie viele der als Asylsuchende registrierten Personen in die Illegalität abgewandert oder abgeglitten sein mögen, stellt sich insbesondere auch bezüglich des Verbleibs minderjähriger Flüchtlinge.
Um den Stau an Asylanträgen aufzulösen, wurde die Zahl der Mitarbeiter des BAMF im Jahr 2016 von 7.100 im Juni auf 7.300 im September erhöht und durch Abordnungen von anderen Behörden auf insgesamt 9.000 Mitarbeiter aufgestockt.
Im Jahr 2016 kehrte sich das zahlenmäßige Verhältnis der Zugänge im EASY-System im Verhältnis zur Zahl der neu gestellten Asylanträge um. Seit Schließung der Balkanroute und dem Abschluss des EU-Türkei-Abkommens im März 2016 werden monatlich nur noch etwa 16.000 Asylsuchende mit dem IT-System EASY neu registriert. Im Artikel Flüchtlingskrise in Deutschland ab 2015 (Abschnitt Zahlen und Fakten) geben Balkendiagramme einen Überblick über diese Entwicklung. Im Ergebnis zeigt die Jahresbilanz 2016, dass in diesem Jahr im EASY-System 321.371 Zugänge von Asylsuchenden zahlenmäßig erfasst wurden und mehr als doppelt soviel Asylbewerber (722.370) beim BAMF einen Erstantrag auf Asyl gestellt haben.

## Weitere Entwicklungen
Nachdem am 5. Februar 2016 das Datenaustauschverbesserungsgesetz in Kraft trat, wurde das Integrierte Identity Management eingeführt, bei dem alle „Kerndaten“ der Asylsuchenden beim Erstkontakt mit den Behörden registriert und in einem zentralen Kerndatensystem (KDS) gespeichert werden. Das KDS basiert auf dem Ausländerzentralregister; seit dem 1. November 2016 werden zusätzlich Informationen über die aktuellen Anschriften von registrierten Flüchtlingen zwischen dem KDS und dem Melderegister ausgetauscht. Ab Anfang 2016 wurden in Aufnahmeeinrichtungen der Länder und in BAMF-Außenstellen allmählich PIK-Stationen (stationäre Personalisierungs-Infrastruktur-Komponenten) mit Fingerabdruckscanner, Kamera, Passprüfgerät und Ausweisdrucker installiert, welche die Registrierung der Asylsuchenden und die Ausstellung der Ankunftsnachweise erlauben.
Asylsuchende werden in Deutschland weiterhin nach dem von EASY verwendeten Quotensystem auf die Bundesländer verteilt (Stand: 2019).

## Stand seit Juli 2022
Am 27. Juli 2022 gab die Berliner Integrationssenatorin Katja Kipping bekannt, dass fast alle Bundesländer, aus dem bundesweiten Verteilsystem ausgestiegen sind. Als Begründung wurden fehlende Aufnahmekapazitäten aufgrund der Kriegsflüchtlinge aus der Ukraine angeführt. Damit gebe es außerhalb des Bundeslands Berlin „faktisch einen Aufnahmestopp“ für Menschen, die Erstanträge auf Asyl stellen. Das EASY-System des BAMF zur Verteilung von Flüchtlingen wird nicht für Flüchtlinge aus der Ukraine verwendet, da sie in Deutschland einen anderen Aufenthaltsstatus erhalten.